# Liolaemus atacamensis
Espèce
Synonymes
- Liolaemus nigromaculatus atacamensis Müller & Hellmich, 1933

Statut de conservation UICN

 LC  : Préoccupation mineure
Liolaemus atacamensis est une espèce de sauriens de la famille des Liolaemidae.

## Répartition
Cette espèce est endémique du Chili. Elle se rencontre dans les régions de Coquimbo, d'Atacama et d'Antofagasta.

## Description
C'est un saurien ovipare.

## Étymologie
Son nom d'espèce, composé de atacam[a] et du suffixe latin -ensis, « qui vit dans, qui habite », lui a été donné en référence au lieu de sa découverte, la région d'Atacama, au nord-est de Copiapó.

## Publication originale
- Müller & Hellmich, 1933 : Beiträge zur Kenntnis der Herpetofauna Chiles. VII. Der Rassenkreis der Liolaemus nigromaculatus. Zoologischer Anzeiger, vol. 103, p. 128-142.